# 伊勢山 (藤沢市)
伊勢山（いせやま）は、神奈川県藤沢市にある山である。

## 概要
相模野台地の南端の標高49メートルの小山。ここより南側は砂丘地帯となっていて湘南海岸をみはらす事ができる。標高30メートル付近は相模野礫層、その上はローム層、下は藤沢砂泥互層（吉沢層）となっている。

## 歴史
伊勢神宮が祀られていたので伊勢山と呼ぶのだとされる。1923年（大正12年）9月1日の関東大震災後に地元の在郷軍人会により戦没者慰霊碑が山上に集められ、1927年（昭和2年）桜が記念植樹された。遊園地として開園した。以後桜の名所として春には花見客で賑わう。
藤沢市は1940年（昭和15年）10月1日に市制施行したが、当日に大野守衛市長代理や市民が伊勢山で市制の実現を祝った。

## 伊勢山公園、伊勢山緑地
伊勢山公園は、神奈川県藤沢市藤沢四丁目6297番1、伊勢山の山頂東部にある市立の公園。
遊園地が1927年（昭和2年）に設置されたのがもとになっている。
伊勢山公園が1951年（昭和26年）5月20日に藤沢市第1号の公園として0.87ヘクタールで供用開始され、伊勢山緑地が1957年12月28日に伊勢山公園と同じ所在地で伊勢山公園を含む4.27ヘクタールの緑地として都市計画が決定された。伊勢山緑地が正式名称で伊勢山公園は通称となっている。
1994年（平成6年）にはソメイヨシノの名所としてかながわの花の名所100選に選定された。

### 戦没者慰霊碑
- 明治十年西征陣亡軍人之碑、1880年（明治13年）8月建立。
- 殉國勇士招魂碑、1903年（明治36年）10月建立。
- 明治丗七八年戰役陣亡軍人之碑。
- 忠魂碑、1913年（大正2年）11月3日建立。

1873年（明治6年）1月に徴兵令が発布されるまでは戦は武士のものだったが、官吏や有産者を優遇する免役規定があり不公平だったので農民たちは不満に思っていた。1877年（明治10年）に士族と徴兵された人々の戦であった西南戦争が勃発。伊勢山にある西征陣亡軍人之碑によれば藤沢市域から1名戦士、ほか高座郡出身者10名が戦死。徴兵制の免役規定は1889年（明治22年）に廃止され、大日本帝国憲法の第20条で兵役の義務を明文化した。日清戦争の戦死者は藤沢市域で7名判明、日露戦争の戦死者は藤沢市域で日清戦争の3倍にあたる20名が判明している。

### 鐘楼
かつては梵鐘がここに下げられていた。明治末期の神社合祀で白旗神社に合祀された山王社のあった山王山に神仏分離令まで山王社の別当であった荘厳寺の梵鐘があったが、大正時代に藤沢町立実科高等女学校の設立に伴って山王山が校地となるため伊勢山に移設された。『大藤沢復興市街図』1930年（昭和5年）には「藤沢の新十名勝」の一つ「伊勢山の晩鐘」として選定され、朝夕に時を告げる「時の鐘」として使用されたが1943年（昭和18年）の金属類回収令により供出されてしまい鐘楼のみが残る。

### その他
- 庚申供養塔 - 庚申供養塔が数基存在するが、その内の1基、承応2年（1653年）庚申供養塔（所有者：白旗神社）は藤沢市指定文化財である。1977年（昭和52年）4月13日指定。
- 北辰妙見大霊府神の石碑 - 高さ約70センチメートル、幅約60センチメートル、厚さ約15センチメートル、嘉永七年（1854年）、安山岩。1997年（平成9年）9月8日伊勢山の南斜面深さ約1メートルから藤沢市教育委員会が発掘した信仰塔、農作業の目安や航行時の方角の目印としていた北斗七星を神格化し祀ったもの[10]。

## 藤沢配水池
所在地: 神奈川県藤沢市藤沢四丁目6310番。1936年（昭和11年）4月に竣工。鉄筋コンクリート造の池は、長さ24メートル、幅16メートル、深さ4メートル、容積1,536立方メートル（竣工当時は1,502立方メートル）。水位の標高は49メートル - 45メートル。神奈川県営水道施設群として、土木学会選奨土木遺産に2013年度認定された。

## ギャラリー

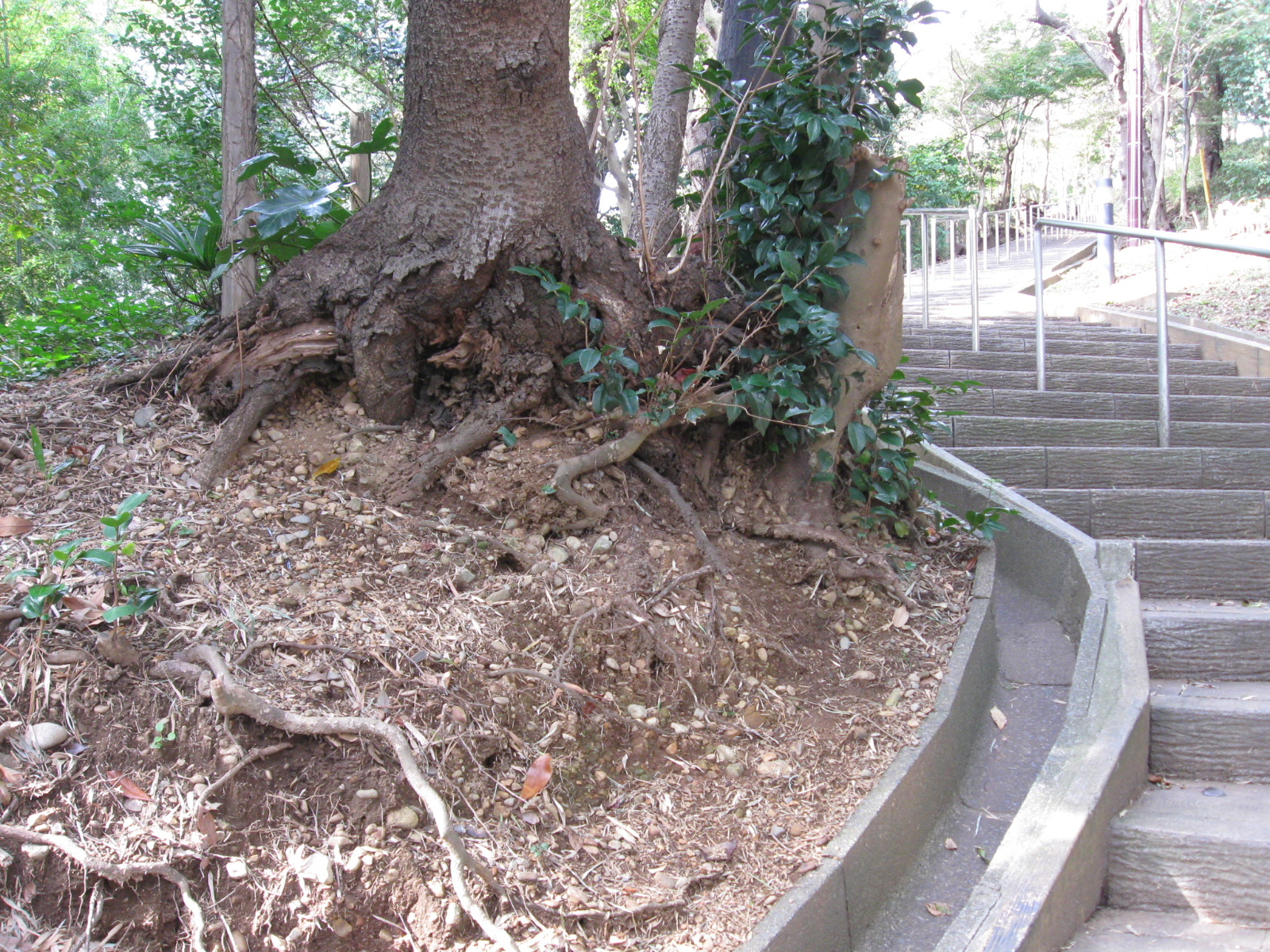
相模野礫層　標高30m付近 2009年11月16日撮影
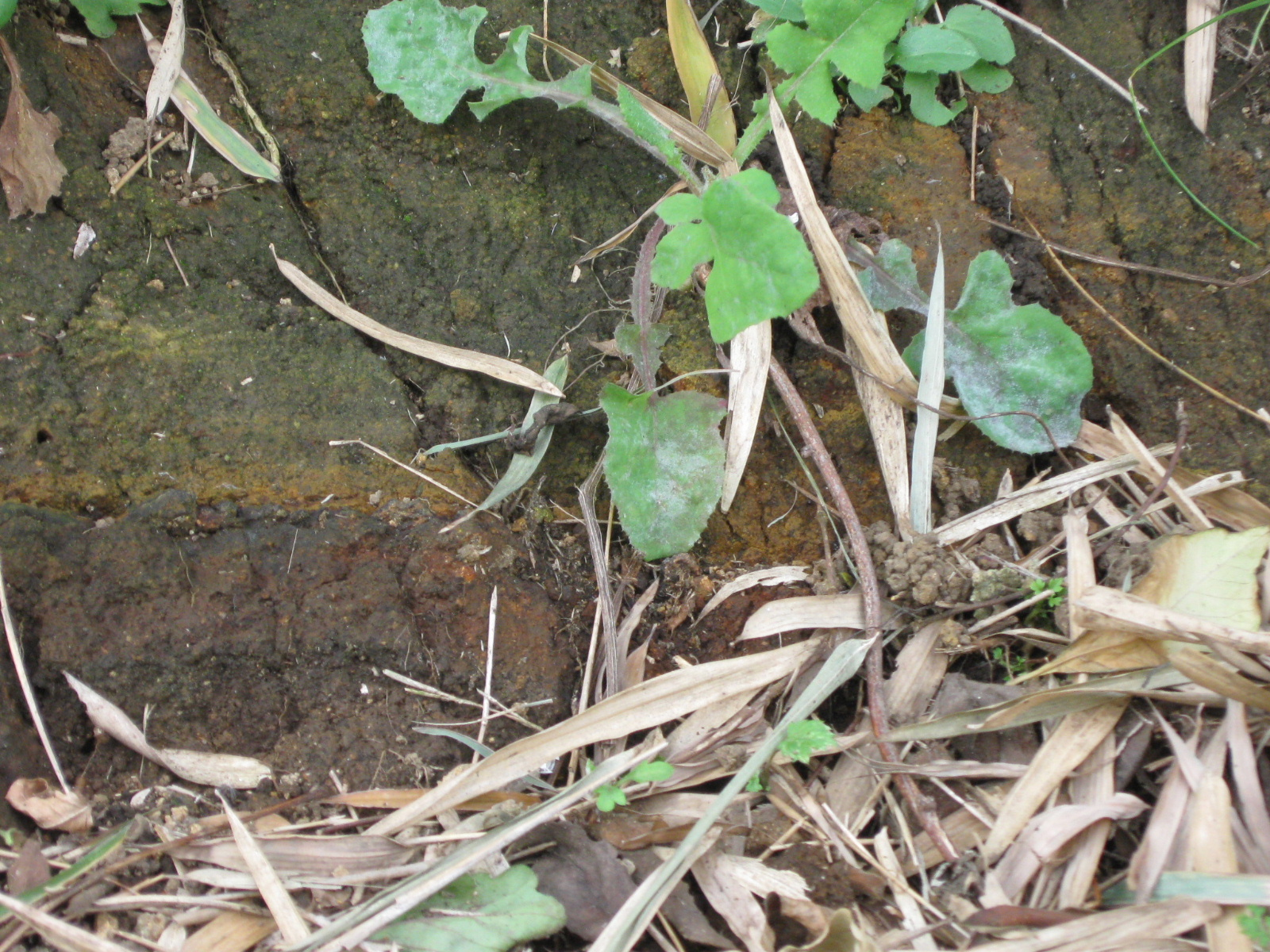
藤沢砂泥互層 標高15m付近  2009年11月16日撮影。2016年（平成28年）3月から2017年（平成29年）3月に行われた藤沢652号線法面工事により以降は観察できない。
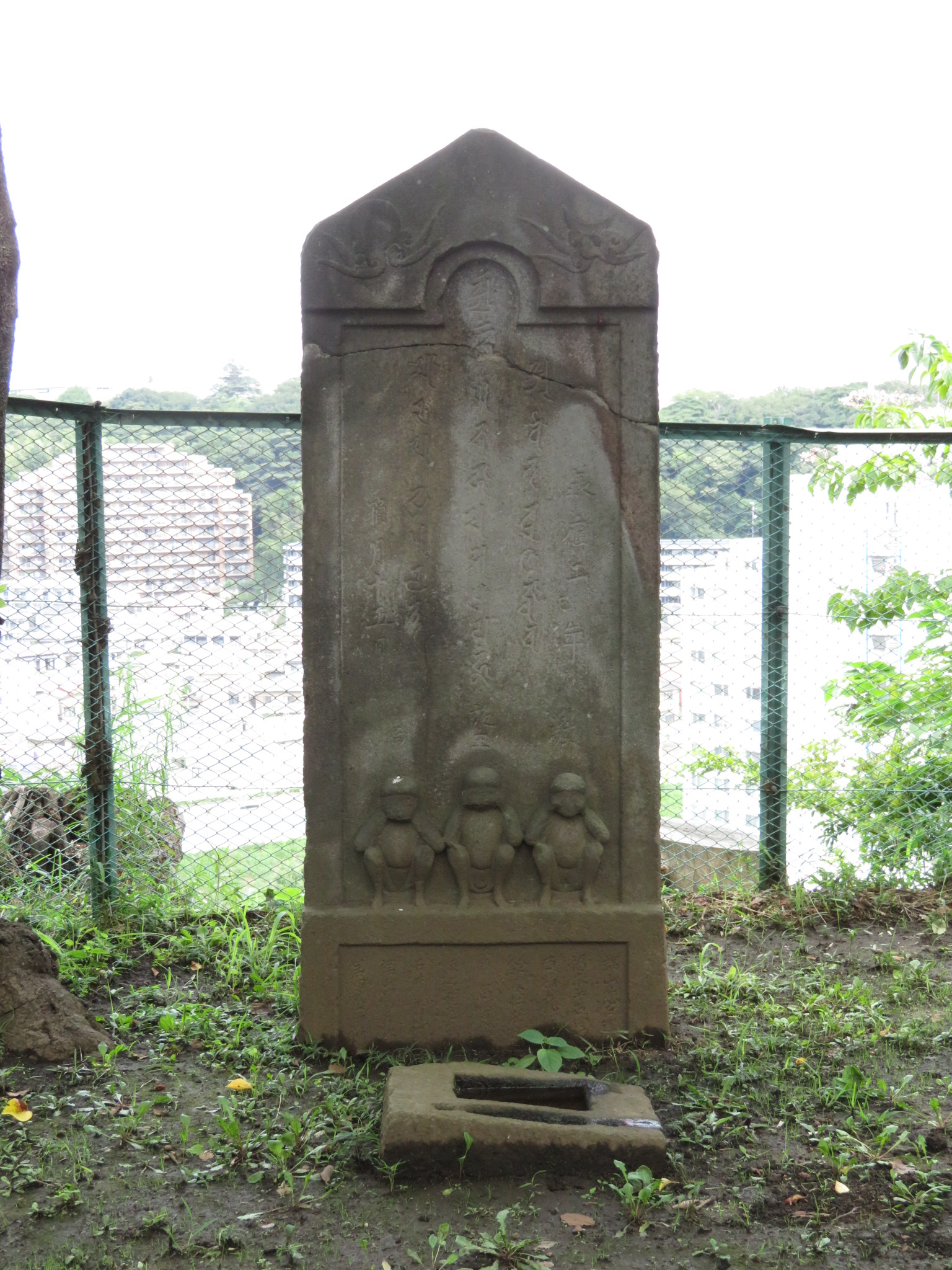
承応2年庚申供養塔（藤沢市指定文化財、所有者：白旗神社） 2017年8月18日撮影
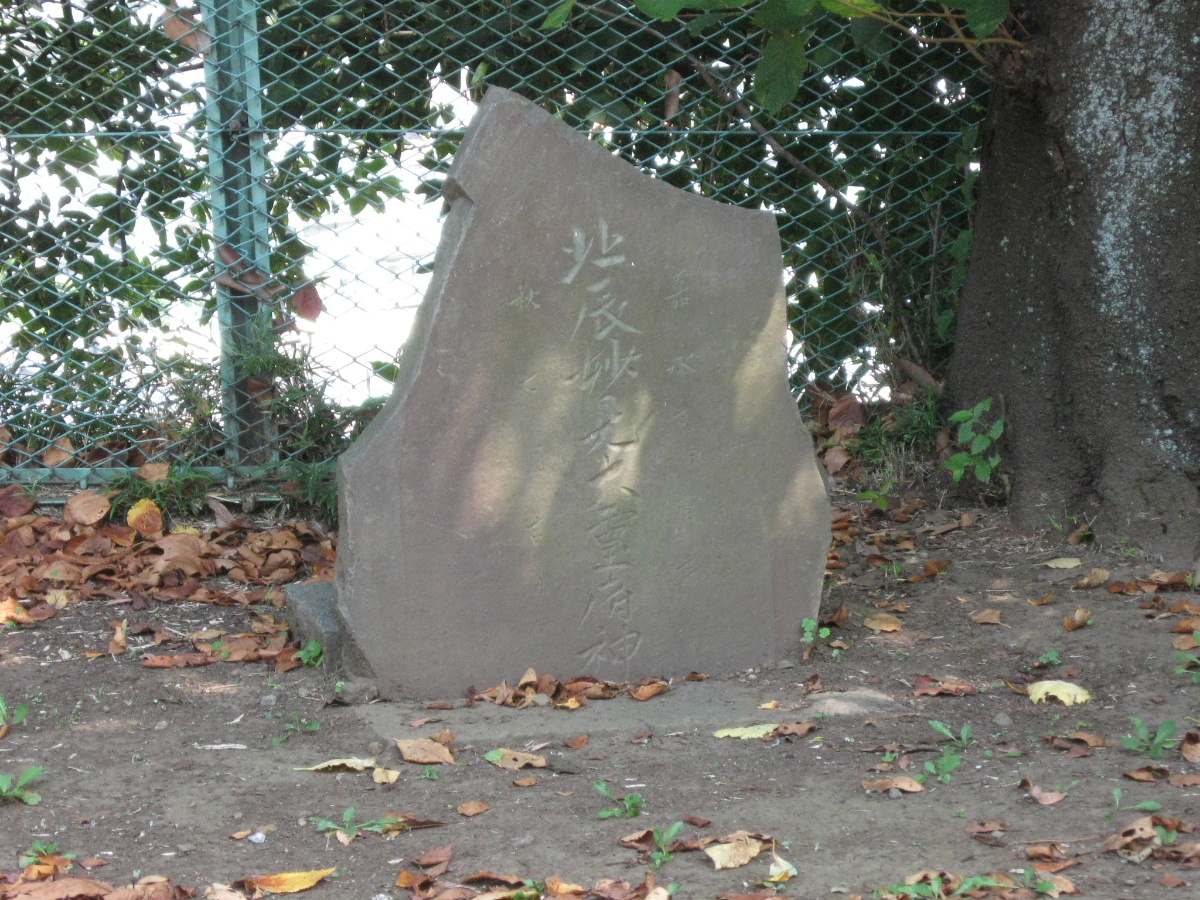
北辰妙見大霊府神の石碑 2009年8月25日撮影
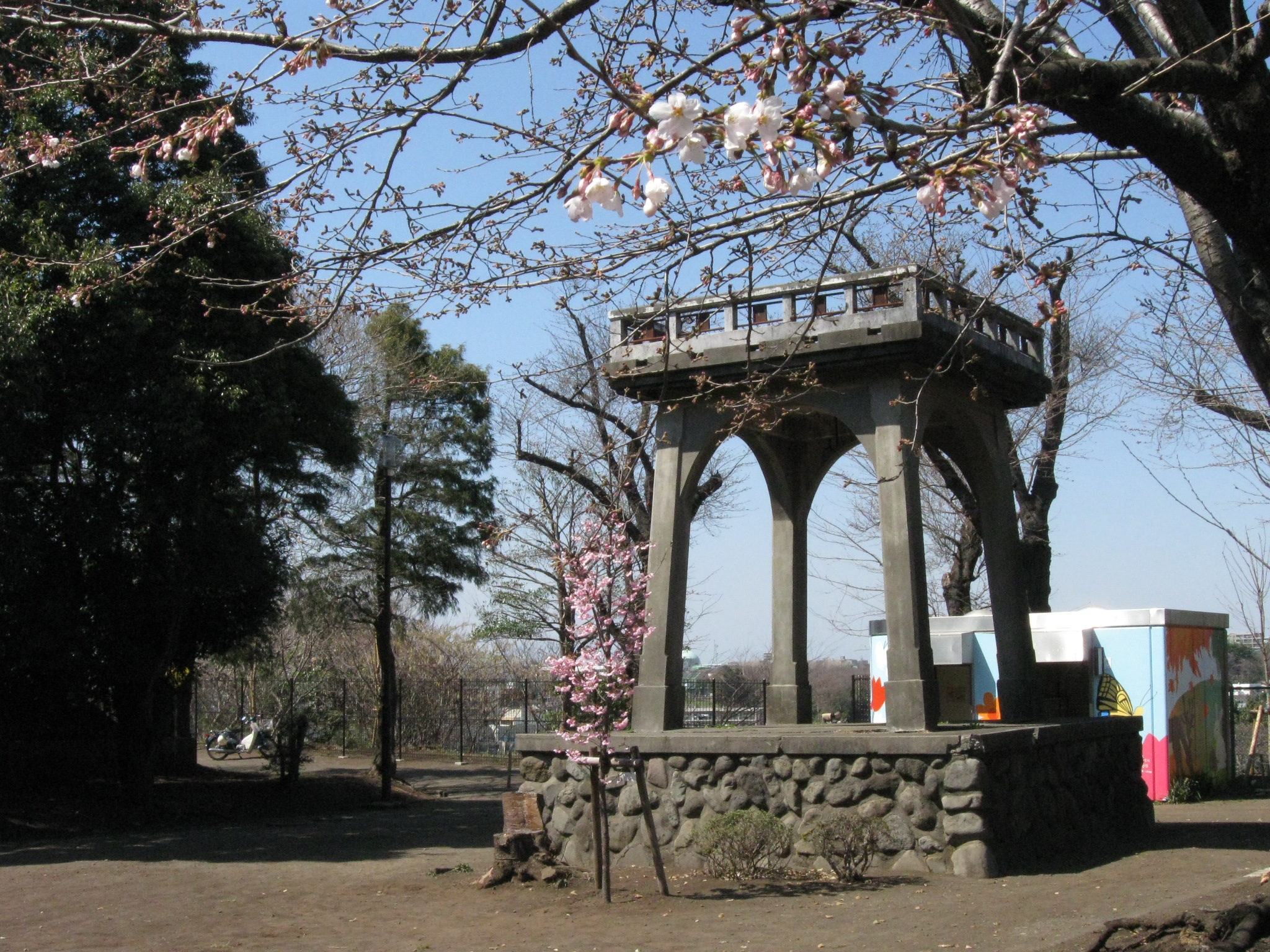
鐘楼 2011年4月1日撮影
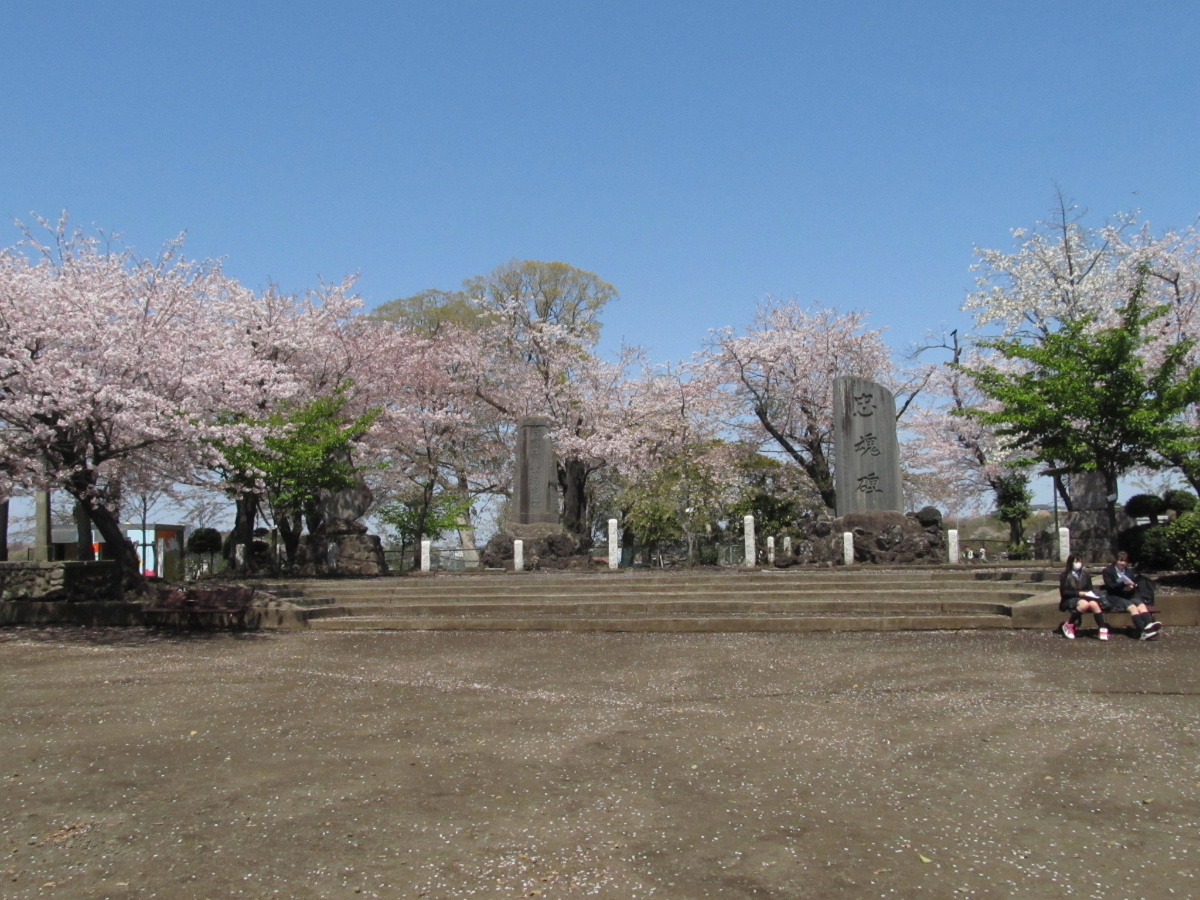
伊勢山公園 戦没者慰霊碑 2014年4月7日撮影
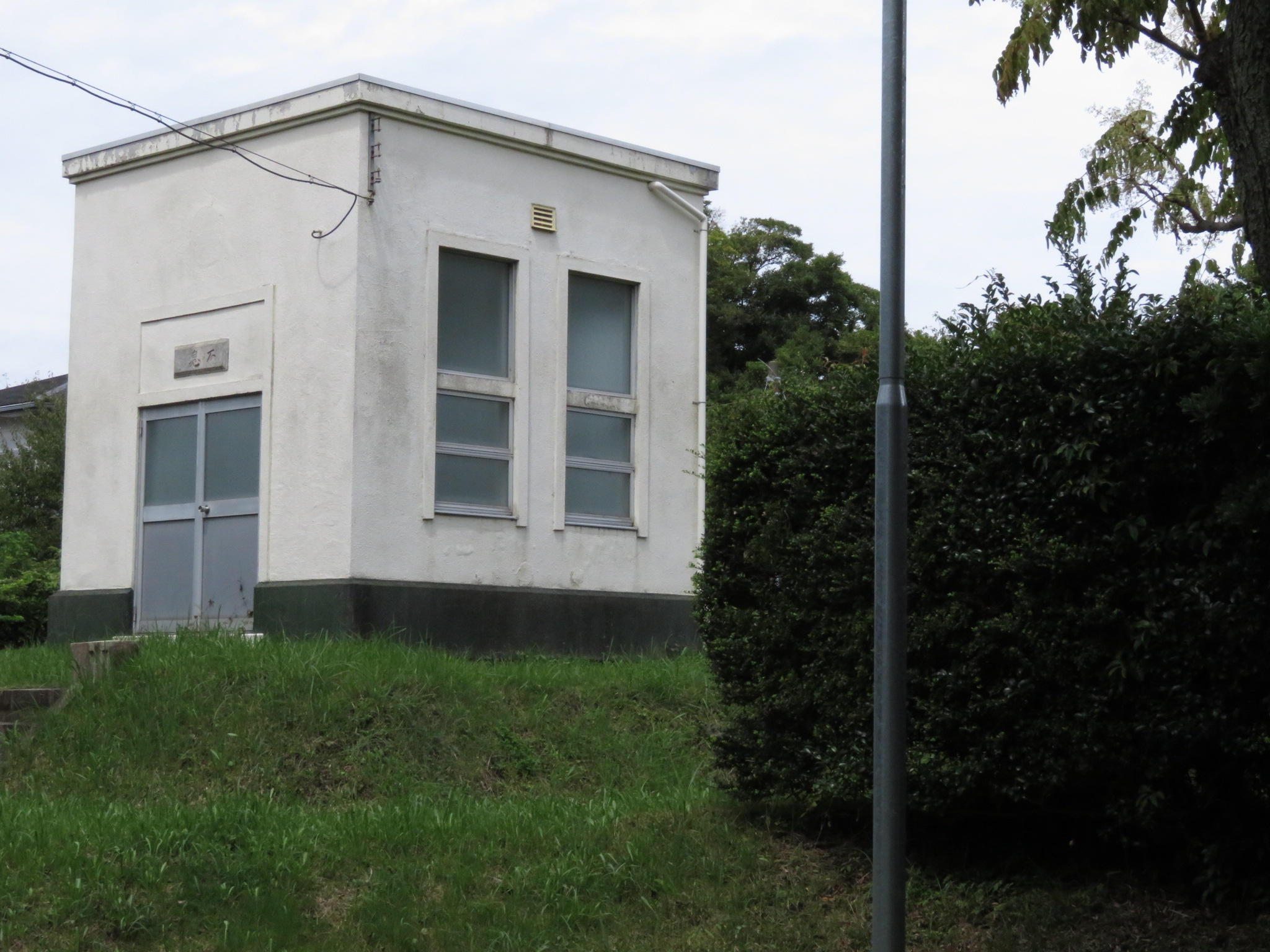
藤沢配水池 2017年8月18日撮影
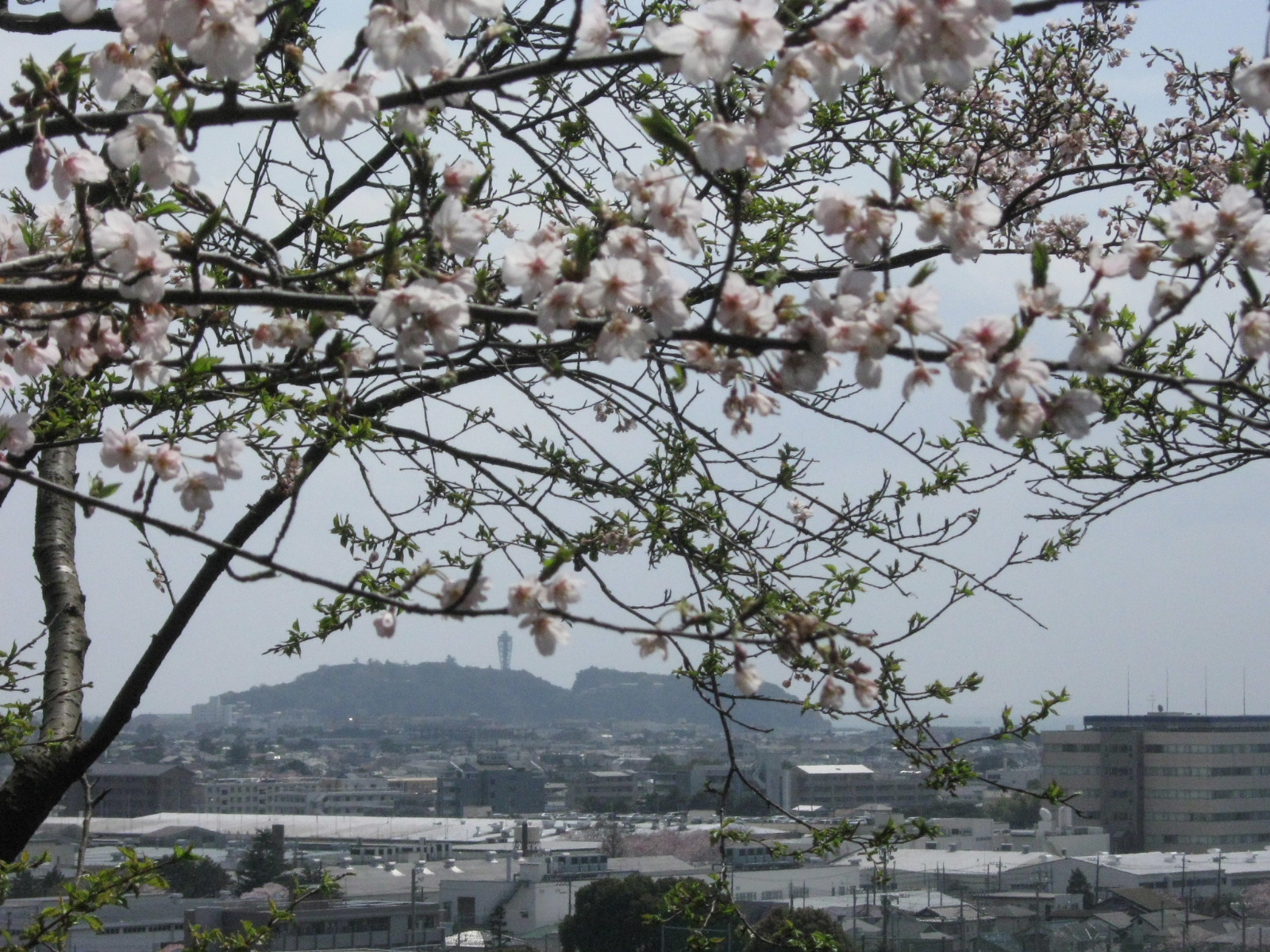
伊勢山からの江の島の眺望

## 所在地情報
所在地
神奈川県藤沢市藤沢四丁目
交通
- 鉄道
  - 藤沢本町駅（小田急電鉄江ノ島線）

- バス
  - 台町（神奈川中央交通）
  - 伊勢山入口（神奈川中央交通）

- 道路
  - 国道467号

## 伊勢山を舞台とした作品
- 『ベイビーステップ』2016年、ドラマ、ロケーション撮影が行われた[15]。
- 『記憶屋』2020年、映画、ロケーション撮影が行われた[16][17]。